# Brett Howden
Brett Howden, född 29 mars 1998, är en kanadensisk professionell ishockeyforward som spelar för Vegas Golden Knights i NHL.
Han har tidigare spelat på NHL-nivå för New York Rangers och på lägre nivåer för Syracuse Crunch i American Hockey League (AHL) och Moose Jaw Warriors i Western Hockey League (WHL).
Howden draftades av Tampa Bay Lightning i första rundan i 2016 års draft som 27:e spelare totalt.

## Privatliv
Han är yngre bror till ishockeyforwarden Quinton Howden som 2020/2021 spelade för Malmö Redhawks i SHL.

## Statistik
| 2012–2013  | Eastman Selects    | MMHL       | 30  | 11  | 13  | 24  | 16  | —  | —  | —  | —  | —  |
| 2013–2014  | Eastman Selects    | MMHL       | 38  | 24  | 34  | 58  | 38  | 12 | 5  | 9  | 14 | 20 |
|            | Moose Jaw Warriors | WHL        | 5   | 1   | 0   | 1   | 2   | —  | —  | —  | —  | —  |
| 2014–2015  | Moose Jaw Warriors | WHL        | 68  | 22  | 24  | 46  | 24  | —  | —  | —  | —  | —  |
| 2015–2016  | Moose Jaw Warriors | WHL        | 68  | 24  | 40  | 64  | 61  | 10 | 4  | 11 | 15 | 4  |
| 2016–2017  | Moose Jaw Warriors | WHL        | 58  | 38  | 43  | 81  | 73  | 7  | 2  | 1  | 3  | 12 |
|            | Syracuse Crunch    | AHL        | 5   | 3   | 1   | 4   | 2   | 3  | 0  | 2  | 2  | 0  |
| 2017–2018  | Moose Jaw Warriors | WHL        | 49  | 24  | 51  | 75  | 42  | 14 | 7  | 8  | 15 | 8  |
| 2018–2019  | New York Rangers   | NHL        | 66  | 6   | 17  | 23  | 14  | —  | —  | —  | —  | —  |
| 2019–2020  | New York Rangers   | NHL        | 70  | 9   | 10  | 19  | 28  | 3  | 0  | 0  | 0  | 4  |
| NHL totalt | NHL totalt         | NHL totalt | 136 | 15  | 27  | 42  | 42  | 3  | 0  | 0  | 0  | 4  |
| WHL totalt | WHL totalt         | WHL totalt | 248 | 109 | 158 | 267 | 202 | 31 | 13 | 20 | 33 | 24 |

### Internationellt
| Källa: Uppdaterad: 2018-10-05 | Källa: Uppdaterad: 2018-10-05 | Källa: Uppdaterad: 2018-10-05 |         | Utv = Utvisningsminuter | Utv = Utvisningsminuter | Utv = Utvisningsminuter | Utv = Utvisningsminuter | Utv = Utvisningsminuter |
| År                            | Lag                           | Mästerskap                    | Matcher | Mål                     | Assists                 | Poäng                   | Utv                     |                         |
| ----------------------------- | ----------------------------- | ----------------------------- | ------- | ----------------------- | ----------------------- | ----------------------- | ----------------------- | ----------------------- |
| 2015                          | Kanada                        | U18-VM                        | 3       | 2                       | 1                       | 3                       | 0                       |                         |
| 2015                          | Kanada                        | Ivan Hlinka                   | 4       | 0                       | 1                       | 1                       | 4                       |                         |
| 2016                          | Kanada                        | U18-VM                        | 6       | 5                       | 3                       | 8                       | 8                       |                         |
| 2018                          | Kanada                        | JVM                           | 7       | 3                       | 4                       | 7                       | 4                       |                         |
| Junior totalt                 | Junior totalt                 | Junior totalt                 | 25      | 12                      | 10                      | 22                      | 20                      |                         |